# Antonio Faccilongo
Antonio Faccilongo (* 28. února 1979, Řím) je italský dokumentární fotograf, filmař a univerzitní profesor fotografie na římské univerzitě výtvarných umění. Faccilongo zvítězil ve World Press Photo Story of the Year v roce 2021.

## Kariéra
Faccilongo zahájil svou kariéru jako zpravodajský fotograf v italském deníku Il Messaggero se sídlem v Římě. V roce 2008 se začal zabývat příběhy mezinárodního zájmu a zaměřil svou pozornost na Asii a na situaci ve Středním východě, zejména v Izraeli a Palestině, na sociální, politické a kulturní otázky.
Faccilongo vyvinul svůj dlouhodobý fotografický projekt Habibi, aby dokumentoval složité současné konflikty izraelsko-palestinské války. Podle Firstpost seriál „je kronikou milostných příběhů na pozadí jednoho z nejdelších současných konfliktů, izraelsko-palestinské války. Příběh ukazuje dopad konfliktu na palestinské rodiny a potíže, kterým čelí při zachování svých reprodukčních práv a lidské důstojnosti.“ Získal světový novinářský fotografický příběh roku 2021 a první cenu v kategorii Dlouhodobé projekty. Tato práce byla uvedena v časopise Verve a Vice.
V roce 2016 jej magazín Vice poslal dokumentovat nelegální obchod s narkotiky v Gaze a napsal, že jeho práce „ukládá socio-antropologickou sondu pro zkoumání úniku a utrpení tváří v tvář sociální malátnosti“.

## Projekty

### Dlouhodobé
- Habibi[15][16]
- Lose The Roots[17]
- All For Love[18]

### Příběhy
- Atomic Rooms[19]
- Fade Away
- Kaitseliit
- (Single) Women
- Wuchale
- Huaxi[20]
- I am Legend

### Dokumentární filmy
- Digital Heroin
- My Brother is an Only Child
- The Chinese Dream[20]
- Kaitseliit

## Ocenění
- 2021 – World Press Photo Story of the Year[21][22][23]
- 2021 – 1. cena v kategorii dlouhodobých projektů na World Press Photo[24][25][26]
- 2021 – nouzový fond COVID-19 National Geographic Society
- 2021 – vítěz soutěže Feature Shoot[27]
- 2020 – Cena Fotoevidence Book Award s vítězem World Press Photo
- 2020 – vítěz ceny PDN Photo District News v roce 2020 v kategorii fotožurnalistiky
- 2019 – vítěz POYi Pictures of the Year v kategorii World Understand Award
- 2017 – vítěz redakčního grantu Getty
- 2017 – 2. cena PHMuseum Grant
- 2017 – finalista soutěže LensCulture Magnum Awards
- 2016 – nejlepší barevná dokumentární práce Gomma Grant
- 2016 – 1. cena na LuganoPhotoDays
- 2016 – 1. cena na světovém festivalu v Umbrii
- 2016 – 3. cena PX3 Prix de la Photographie v hlavní kategorii
- 2016 – finalist LensCulture Portrait Awards
- 2016 – finalista Fotoleggendo Premio Tabò
- 2015 – 1. cena na MIFA v kategorii Sport
- 2015 – finalista Lensculture Visual Storytelling Awards
- 2011 – 1. cena Px3 Prix de la Photographie v kategorii Feature
- 2011 – 1. cena WPGA The Worldwide Photography Gala Awards
- 2011 – 1. cena IPA International Photography Awards in People
- 2011 – 1. cena KLPA Kuala Lumpur International PhotoAwards
- 2011 – 1. cena WOW World of Women
- 2011 – 2. cena IPA International Photography Awards in Political Category

## Knihy
Faccilongův projekt Habibi se stal vítězem ceny FotoEvidence Book Award 2020 a World Press Photo. To bylo vybráno k vydání jako kniha mezinárodní porotou. Knihu editovala Sarah Leen, navrhl Ramon Pez a je doplněna poezií Taha Muhammada Aliho.
- FACCILONGO, Antonio. Habibi. New York: FotoEvidence Press, 2020. Dostupné online. ISBN 978-1-7324711-6-0. OCLC 1206454257